# Dysdercus suturellus
Dysdercus suturellus är en insektsart som först beskrevs av Herrich-schaeffer 1842.  Dysdercus suturellus ingår i släktet Dysdercus och familjen eldskinnbaggar. Inga underarter finns listade i Catalogue of Life.